# 小行星9251
小行星9251（英語：9251 Harch）是一颗围绕太阳公转的小行星。1960年9月26日，C. J. 万·豪敦、I. 万·豪敦-格勒内费尔德、T. 赫雷爾斯在帕洛马山发现了此天体。
这颗小行星的绝对星等为235.8000364624154等。